# Сахновщина
Сахно́вщина (укр. Сахновщина) — посёлок, посёлок Красноградского района Харьковская область, Украина.
Сахновщинского поселкового совета, в который, кроме того, входят сёла Германовка, Сугаровское и Чернолозка.

## Географическое положение
Посёлок городского типа Сахновщина находится в месте истоков рек Вшивая и Сугарь.
К посёлку примыкают сёла Ивано-Слиньковка, Гришевка и Новоалександровка.

## История
Сахновщина основана в начале 1890-х годов как хутор Кобылячин (Кобылячка) Константиноградского уезда Полтавской губернии переселенцами из Кобелякского уезда этой же губернии. Во время строительства железной дороги Константиноград — Лозовая (1897—1900) на месте хутора возник железнодорожный посёлок Сахновщина, получивший название по фамилии помещика Сахновского, на землях которого была построена железнодорожная станция.
По земской переписи 1910 года, в Сахновщине было 877 жителей, которым принадлежало лишь 326 десятин земли, распределявшихся довольно неравномерно. Основными же земельными богатствами (до 7 тыс. десятин) владел помещик Сахновский.
В январе 1918 года здесь была установлена Советская власть.
10 декабря 1930 года началось издание местной газеты.
19 октября 1938 года железнодорожному посёлку Сахновщина был присвоен статус посёлок городского типа.
Во время Великой Отечественной войны посёлок был оккупирован немецкой армией в ходе её наступления в период 9—12 октября 1941 года. В посёлке немцами был устроен концентрационный лагерь для мирного населения. В период оккупации по личной инициативе коммуниста В. А. Осипенко в Сахновщине был создан партизанский отряд из 10 человек, который сжёг конюшню с немецкими лошадьми, поджёг два склада (с продовольствием и бензином), уничтожил 50 гитлеровцев и взял в плен одного немецкого офицера, который был передан РККА. Посёлок был освобождён от оккупации в период 16—18 сентября 1943 года.
По состоянию на начало 1955 года здесь действовали маслозавод, мельница, птицекомбинат, инкубаторная станция, две средние школы, семилетняя школа, начальная школа, библиотека и клуб, позднее был введён в эксплуатацию завод строительных материалов.
В январе 1959 года численность населения составляла 8 794 человека.
На 1 января 1965 года население составляло 9300 человек.
В 1975 году у железнодорожной станции был построен элеватор.
В 1983 году численность населения составляла 9,2 тыс. человек, здесь действовали маслодельный завод, хлебный завод, пищевкусовая фабрика, цех Харьковского производственного мехового объединения, райсельхозтехника, райсельхозхимия, комбинат бытового обслуживания, три общеобразовательные школы, музыкальная школа, спортивная школа, больница, Дом культуры, кинотеатр, клуб и три библиотеки.
В январе 1989 года численность населения составляла 9945 человек.
В мае 1995 года Кабинет министров Украины утвердил решение о приватизации находившегося в посёлке ремонтно-транспортного предприятия, в июле 1995 года было утверждено решение о приватизации совхоза.
По данным переписи 2001 года численность населения составляла 8625 человек, на 1 января 2013 года — 7571 человек.

## Экономика
- Сахновщинская пивоварня.
- Сахновщинский молокозавод (банкрот).
- Сахновщинский завод продтоваров, ООО (закрыт).
- Сахновщинский элеватор.
- Сахновщинская пищевкусовая фабрика (закрыт).
- Сахновщинский хлебозавод (закрыт).

## Объекты социальной сферы
- Сахновщинская гимназия.
- Школа.
- Сахновщинская центральная районная больница.
- Сахновщинский дом творчества.
- Сахновщинская детская музыкальная школа.
- Районная газета «Колос».

## Транспорт

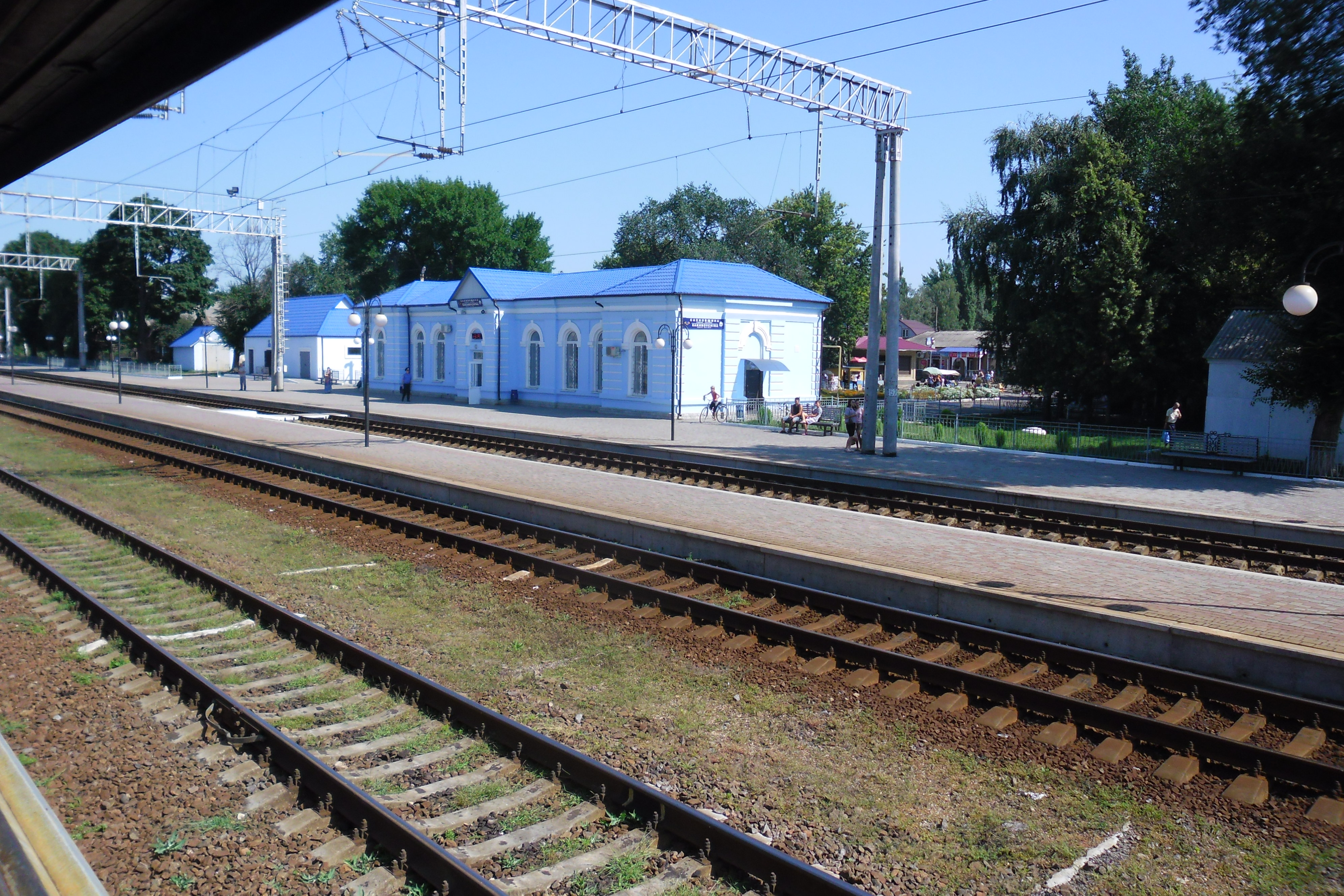
Железнодорожный вокзал в Сахновщине.

Станция Сахновщина на линии Лозовая — Красноград Южной железной дороги, также через посёлок проходят автомобильные дороги Т-2109, Т-2120.

## Достопримечательности
- Братская могила советских воинов. Похоронено 59 воинов.
- Свято-Покровский храм.

## Известные уроженцы
- Бутенко Георгий Андреевич (1938—1994) — украинский юрист, Председатель Верховного Суда Украины.
- Дзядык Владислав Кириллович (1919—1998) — украинский математик.
- Левицкий Александр Александрович — заслуженный деятель искусств Украины.
- Муромцева Ольга Георгиевна[укр.] (Аксьонова) (1938—2008) — украинский языковед.
- Остапченко, Николай Васильевич — Герой Советского Союза, командир отделения взвода разведки 117-го гвардейского стрелкового полка, 39-й гвардейской стрелковой дивизии, 8-й гвардейской армии генерала Чуйкова, 1-го Белорусского фронта, гвардии старший сержант. Родился в 1923 году в д. Сахновщина.[20]
- Попудренко Николай Никитич (1906—1943) — один из организаторов партизанского движения на Украине, Герой Советского Союза.
- Янко Николай Тимофеевич (1912—2011) — украинский краевед.